# Ritchie Kitoko
Pour les articles homonymes, voir Kitoko.
Ritchie Kitoko est un footballeur belge né le 11 juin 1988 à Kinshasa au Zaïre (aujourd'hui en République démocratique du Congo). Il évolue au poste de milieu de terrain au Royal Racing Club Stockay-Warfusée.

## Biographie
Il commence à jouer au RCSJ de Grivegnée puis en junior au Standard de Liège, avant de rejoindre en 2006, Albacete Balompié, club évoluant en seconde division espagnole. Il rejoint l'équipe première un an après.
International espoirs depuis 2009, il est retenu une première fois en équipe nationale A en mai 2009 à l'occasion de la Coupe Kirin mais il ne joue pas de matches.
En août de la même année, il est transféré dans le club italien, Udinese Calcio.

## Palmarès
- Grenade CF
  - Champion de Segunda División B (Groupe IV) en 2010.